# Этнический туризм
Этнический туризм — одно из направлений туризма, имеющее ярко выраженные этнические, языковые и культурные составляющие. Этнический туризм может быть как внутренним, (например, посещение российской глубинки городскими жителями с целью ознакомления с архаичными говорами, фольклором, бытом, культурой и языками автохтонных народов), так и внешним, который связан с посещением исторической родины или мест рождения родственников. Внешний этнический туризм часто называется ностальгическим туризмом. Он получил довольно широкое распространение в ряде регионов Российской Федерации с конца 1980-х 
Этнические туристические программы в первую очередь нацелены на охрану ценностей, находящихся на грани исчезновения и восстановление утраченных обычаев и традиций.

## Этнический туризм в России
- Финский этнический туризм в Карелии и Ленинградской области.
- Немецкий ностальгический туризм в Калининградской области.
- Японский ностальгический туризм на Сахалине.[1]

Большая часть этнических туристов — пожилые люди соответствующих национальностей, которые по итогам Второй мировой войны добровольно или принудительно покинули регионы своего проживания после их передачи РСФСР.